# Al-Hilal SC (Puerto Sudán)
El Al-Hilal SC es un equipo de fútbol de Sudán que juega en la Primera División de Sudán, la liga de fútbol más importante del país.

## Historia
Fue fundado en el año 1930 en la ciudad de Port Sudan con el nombre Hilal Al-Sahel y han sido campeón de la Primera División de Sudán en 1 ocasión, uno de los pocos equipos de Sudán que han sido campeones aparte de los dos equipos de la ciudad de Omdurmán, quienes han dominado la máxima categoría en el país. Su última temporada en la máxima categoría había sido la del 2012.
A nivel internacional han participado en 3 torneos continentales donde su mejor participación ha sido en la Copa Confederación de la CAF 2022-23 donde fue eliminado en la segunda ronda por el Pyramids FC de Egipto.

## Rivalidades
Su principal rival es el otro equipo de Port Sudan, el Hay al-Arab Port Sudan, con quien protagonizan el Derby de Port Sudan.

## Palmarés
- Primera División de Sudán: 1

1992

## Participación en competiciones de la CAF
| Temporada | Torneo                            | Ronda | Club                 | Casa | Visita | Global  |
| --------- | --------------------------------- | ----- | -------------------- | ---- | ------ | ------- |
| 1993      | Copa Africana de Clubes Campeones | 1     | Sunrise Flacq United | 0-2  | 0-1    | 0-3     |
| 1995      | Copa CAF                          | 1     | KCC                  | 1-1  | 0-2    | 1-3     |
| 2022/23   | Copa Confederación de la CAF      | 1     | Geita Gold           | 1-0  | 1-2    | 2-2 (a) |
| 2022/23   | Copa Confederación de la CAF      | 2     | Pyramids FC          | 0-2  | 0-7    | 0-9     |